# Clonsbach
Clonsbach (fränkisch: Glohnschba) ist ein Gemeindeteil der Stadt Leutershausen im Landkreis Ansbach (Mittelfranken, Bayern). Clonsbach liegt in der Gemarkung Jochsberg.

## Geografie
Der Weiler liegt am Hagenbach, einem rechten Zufluss der Altmühl. Im Norden liegt das Waldgebiet Waidlach, im Süden das Kudelholz, 0,5 km südöstlich die Tränkenloh. 0,75 km östlich befindet sich die Sommerleite. Die Staatsstraße 2249 verläuft nach Hagenau (3 km westlich) bzw. an Lenzersdorf vorbei nach Leutershausen (3,5 km östlich).

## Geschichte und Ortsnamendeutung
Der Ort wurde erstmals in einer Wildbannurkunde von Kaiser Otto III. für den Bischof Heinrich von Würzburg, ausgestellt am 1. Mai 1000, als „Cnonoldesbah“ und sechster Grenzpunkt genannt.
 Die Bedeutung des Bestimmungswortes Cnonold kann nicht sicher geklärt werden. Die Endung -walt/-old gibt es aber in vielen germanischen Personennamen, deswegen könnte auch Cnonold ein Personenname sein. Jedoch gibt es für einen solchen Personennamen keine Belege.
Um 1300 besaßen die Grafen von Oettingen in Clonsbach eine Hube. Der Ort erscheint auch in den beiden ältesten Lehenbücher des Hochstifts Würzburg (1303–1345 bzw. 1345–1372); wahrscheinlich stammte der bischöfliche Besitz aus dem ehemaligen Besitz des Klosters Ansbach, als dieses im 11. Jahrhundert in ein Kanonikerstift umgewandelt wurde. In brandenburg-ansbachischen Lehenbriefen des 15. Jahrhunderts für die Burg Jochsberg, so 1423 und 1459, ist ein Gut in Clonsbach als markgräflich verzeichnet. Gegen Ende des 15. Jahrhunderts besaß Sigmund von Hoppingen genannt Sorge zu Sachsen Güter in Clonsbach; diese erwarben 1540 die brandenburg-ansbachischen Markgrafen Georg und Albrecht. Entsprechend ist in einem markgräflichen Lehenbrief von 1544 für die Burg Jochsberg von einem Gut und einem Söldengütlein in Clonsbach als markgräflicher Besitz die Rede. Im 16-Punkte-Bericht des brandenburg-ansbachischen Stadtvogteiamtes Leutershausen von 1608 heißt es, dass Clonsbach aus neun Mannschaften, d. h. Untertansfamilien, besteht, von denen sechs brandenburgisch und drei „edelmännisch“, nämlich den Herren von Eyb zu Wiedersbach zugehörig seien. Im 16-Punkte-Bericht des gleichen Amtes von 1681 ist wiederum von neun Untertanen die Rede, wobei nur noch zwei Anwesen den Herren von Eyb gehören, ein Hof dagegen dem Vogtamt Jochsberg zugehörig ist. Im Vertrag von 1710, der den Streit des hohenlohischen Hauses mit dem Fürstentum Brandenburg-Ansbach um hochfraischliche Angelegenheiten beendete, wurde Clonsbach Ansbach zugesprochen.
Gegen Ende des Alten Reiches bestand Clonsbach aus neun Anwesen. Sechs Güter zinsten an das brandenburg-ansbachische Kastenamt Colmberg, ein Gut an das brandenburg-ansbachische Vogtamt Jochsberg und zwei Güter an die Herren von Eyb in Wiedersbach; die Hochgerichtsbarkeit und die Dorf- und Gemeindeherrschaft übte das Stadtvogteiamt Leutershausen aus. Das Niedergericht lag für die colmbergschen Anwesen und für das jochsbergsche Anwesen beim Richteramt Brunst des Stadtvogteiamtes Leutershausen, für die beiden eybschen Anwesen bei deren Rittergut in Wiedersbach. Von 1797 bis 1808 unterstand der Ort dem Justizamt Leutershausen und Kammeramt Colmberg.
Im Rahmen des Gemeindeedikts wurde Clonsbach dem 1808 gebildeten Steuerdistrikt Jochsberg zugeordnet. Es gehörte auch der 1810 gegründeten Ruralgemeinde Jochsberg an. Der Ort war in der Verwaltung und Gerichtsbarkeit dem Landgericht Leutershausen unterstellt außer den beiden ehemaligen Eybschen Güter (Haus Nr. 5 und 10), die von 1820 bis zum Tod des Gerichtshalters im Jahr 1839 dem Eybschen Patrimonialgericht I. Klasse Wiedersbach-Rammersdorf unterstellt waren.
Am 1. Januar 1972 wurde Clonsbach im Zuge der Gebietsreform in Bayern in die Stadt Leutershausen eingemeindet.

## Einwohnerentwicklung
| Jahr      | 001818 | 001840 | 001861 | 001871 | 001885 | 001900 | 001925 | 001950 | 001961 | 001970 | 001987 |
| Einwohner | 48     | 47     | 58     | 54     | 57     | 45     | 51     | 60     | 36     | 39     | 40     |
| Häuser    | 11     | 11     |        |        | 10     | 9      | 9      | 9      | 8      |        | 9      |
| Quelle    | [ 27 ] | [ 28 ] | [ 29 ] | [ 30 ] | [ 31 ] | [ 32 ] | [ 33 ] | [ 34 ] | [ 35 ] | [ 36 ] | [ 1 ]  |

## Religion
Der Ort ist seit Reformation evangelisch-lutherisch geprägt und bis heute nach St. Peter (Leutershausen) gepfarrt. Die Einwohner römisch-katholischer Konfession sind nach Kreuzerhöhung (Schillingsfürst) gepfarrt.